# Estrategias de mercadotecnia de guerra ofensiva
En marketing y dirección estratégica, las estrategias de guerra utilizan una metáfora militar para diseñar estrategias de negocio. Las estrategias de marketing ofensivo son un tipo de estrategias diseñadas para obtener un objetivo en concreto: cuota de mercado, clientes clave, segmentos de mercado de alto margen, etc. 

## Principios Fundamentales
Existen cuatro principios fundamentales:
- Estimar la fortaleza del enemigo objetivo. Considerar el apoyo que puede obtener de sus aliados. Elegir un solo objetivo cada vez.
- Identificar una debilidad en la posición del objetivo y atacarla. Considerar cuánto tiempo le llevará alinear de nuevo sus recursos para reforzar este punto.
- Lanzar el ataque en un frente tan estrecho como sea posible. El atacante tiene la ventaja de ser capaz de concentrar todas sus fuerzas en un solo punto.
- Lanzar el ataque rápidamente. El elemento sorpresa vale más que muchos ataques reforzados.

## Tipos de estrategias ofensiva
Los principales tipos de estrategias en una guerra de marketing:
- Ataque frontal. Este es un asalto directo. Generalmente, implica la utilización de todos los recursos incluido un compromiso financiero. Todas las partes de la empresa deben estar preparadas para el ataque, desde marketing hasta dirección. Generalmente, implica publicidad intensiva y a menudo conlleva al desarrollo de nuevos productos que sean capaces de atacar a los competidores en su línea más débil. A menudo incluye un intento de ganar una porción de cuota de mercado de la base del cliente. Generalmente, los ataques frontales son raros. Existen dos razones para ello. Primero, que son caras. Muchos recursos valiosos deben ser utilizados y perdidos en el ataque. En segundo lugar, los ataques frontales son a menudo inútiles. Si los defensores son capaces de redesplegar sus recursos a tiempo, la ventaja estratégica está perdida. Existen muchos ejemplos de dedicados oponentes que son capaces de resistir largos ataques. Esta estrategia es apropiada cuando: 
  - el mercado es más bien homogéneo
  - el conocimiento de marca es pequeño
  - la fidelidad del consumidor es pequeña
  - los productos apenas están diferenciados
  - el competidor objetivo tiene recursos relativamente limitados
  - el atacante tiene recursos relativamente potentes
- Estrategia envolvente. Se trata de una estrategia más amplia pero más sutil. Implica rodear al competidor objetivo. Esto se puede conseguir de dos maneras. Bien introduciendo una gama de productos similares al producto objetivo. Cada producto tratará de conseguir parte de la cuota de mercado que detentan los productos del competidor. Si se hace de forma moderada, se puede llegar a evitar una confrontación a gran escala. Alternativamente, esta estrategia se puede basar también en nichos de mercado más que en productos. El atacante expande sus nichos de mercado que envuelven y usurpan los mercados del competidor objetivo. La estrategia envolvente es apropiada cuando:
  - el mercado está poco segmentado
  - algunos segmentos son relativamente libres de competidores fuertes
  - el atacante tiene recursos para desarrollar nuevos productos
  - el atacante tiene suficientes recursos para operar en diferentes segmentos a la vez
  - el atacante tiene una estructura organizacional descentralizada
- Estrategia del salto de la rana. Implica sobrepasar las fuerzas del enemigo en su conjunto. En los negocios, implica bien desarrollar nuevas tecnologías, o crear un nuevo modelo de negocios. Esta es una estrategia revolucionaria que reescribe las reglas del juego. La introducción de la tecnología de disco compacto sobrepasó el mercado de la cinta magnética. Los atacantes ganaron la guerra sin introducirse en ninguna costosa batalla. La estrategia es muy efectiva cuando realmente puede ser llevada a cabo.
- Ataque por el flanco. Esta estrategia es diseñada para presionar por el flanco del enemigo cuando está menos protegido. Se producen ganancias cuando se le coge desprevenido (ver estrategias de marketing de guerra lateral).